# El Viaje de Copperpot
Albums de La Oreja de Van Gogh
Dile Al Sol Lo que te conté mientras te hacías la dormida
El Viaje de Copperpot (Le Voyage de Copperpot) est le deuxième album de La Oreja de Van Gogh, sorti en 2000.Le titre est inspiré de Chester Copperpot, un chasseur de trésors du film américain "The Goonies" (1985).

## Playlist
1. Cuídate [Album Version] 2:48  (Prends soin de toi)
2. Soledad [Album Version] (Solitude) 3:52
3. Paris [Album Version] 3:46
4. La Playa [Album Version] (La Plage) 4:07
5. Pop [Album Version] 2:31
6. Dicen Que Dicen [Album Version] (Ils Disent qu'Ils Disent) 3:21
7. Mariposa [Album Version] (Papillon) 4:02
8. La Chica Del Gorro Azul [Album Version] (La Fille du bonnet bleu) 3:35
9. Tu Pelo [Album Version] (Tes Cheveux) 3:57
10. Tantas Cosas Que Contar [Album Version] (Tellement de Choses à raconter) 3:53
11. Los Amantes Del Círculo Polar [Album Version] (Les Amants du Cercle Polaire) 4:40
12. Desde El Puerto [Album Version] (Depuis le Port) 3:44
13. Tic-Tac [Album Version] [Bonustrack] 3:36

Attention ! Tic-Tac et Desde el Puerto sont une seule et même piste de 12:16, séparés par un bruit de vent. C'est une piste cachée, tout comme la mort de l'Antichrist dans Antichrist Superstar de Marilyn Manson, ou dans l'album de Steeve Estatof.